# Ergasto Saforcada
Ergasto Saforcada (Rojas, Argentina, 31 de agosto de 1879-Buenos Aires, Argentina, 29 de septiembre de 1949) fue un militar del Ejército Argentino que accedió al grado de general de brigada. Fue conocido por haber irrumpido y ocupado inconstitucionalmente  la casa de gobierno de la Provincia de Mendoza el 7 de septiembre de 1930 a las 11 horas, un día después del golpe de Estado en Argentina que destituyó al presidente Hipólito Yrigoyen.
Ocupó el gobierno hasta la llegada del Interventor designado desde Buenos Aires, el día 25 de septiembre de 1930.
| Predecesor: Carlos A. Borzani | Interventor Militar Interino de la Provincia de Mendoza (de facto) 1930 | Sucesor: José María Rosa (hijo) |